# Diana Bourbonsko-Parmská
Diana Bourbonsko-Parmská (francouzsky Diane Marguerite de Bourbon-Parme; 22. května 1932 – 4. května 2020) byla francouzská šlechtična a členka bourbonsko-parmské vetvě dynastie Bourbonů.

## Život
Narodila se v Paříži jako jediné dítě prince Kajetána Bourbonsko-Parmského (1905–1958) a jeho manželky Markéty z Thurnu a Taxisu (1909–2006). Kajetán byl nejmladším synem parmského vévody Roberta a mladším bratrem rakouské císařovny Zity. Manželství Dianiných rodičů bylo nešťastné a v roce 1950 skončilo rozvodem.
15. března 1955 se v Londýně provdala za Františka Josefa Hohenzollernského (1926–1996), syna knížete Fridricha Hohenzollernského a saské princezny Markéty Karoly. V roce 1957 se Dianě narodil syn Alexandr. V roce 1961 se provalilo, že František Josef není biologickým otcem Alexandra a došlo k rozvodu. Ještě stejného roku se Diana provdala za otce svého dítěte, kterým byl Hans Joachim Oehmichen (1920–1995). Následně se jim narodily další dvě děti, Gaetano (* 1961) a Maria (* 1964). Hans zemřel v roce 1995 v Bad Kissingenu.
Diana svého druhého manžela přežila o téměř čtvrt století a zemřela v roce 2020 v Bad Krozingenu na komplikace spojené s onemocněním covid-19.